# 唐庆陵
庆陵为唐朝皇家陵寝之一，为唐懿宗母元昭皇太后晁氏墓。位于京兆府万年县（今陕西省西安市）。
唐宣宗大中元年（847年），晁氏封为美人，生下郓王之后去世，赠昭容。咸通元年（860年），郓王即位为唐懿宗，赠母亲皇太后，谥号元昭。神主祀宣宗庙，但没有和宣宗合葬贞陵，而是将元昭皇太后的陵墓称为庆陵。元朝编撰的《类编长安志》指庆陵在万年县东二十五里霸陵东王家庄。今址不详。